# شهر هنرها و علوم

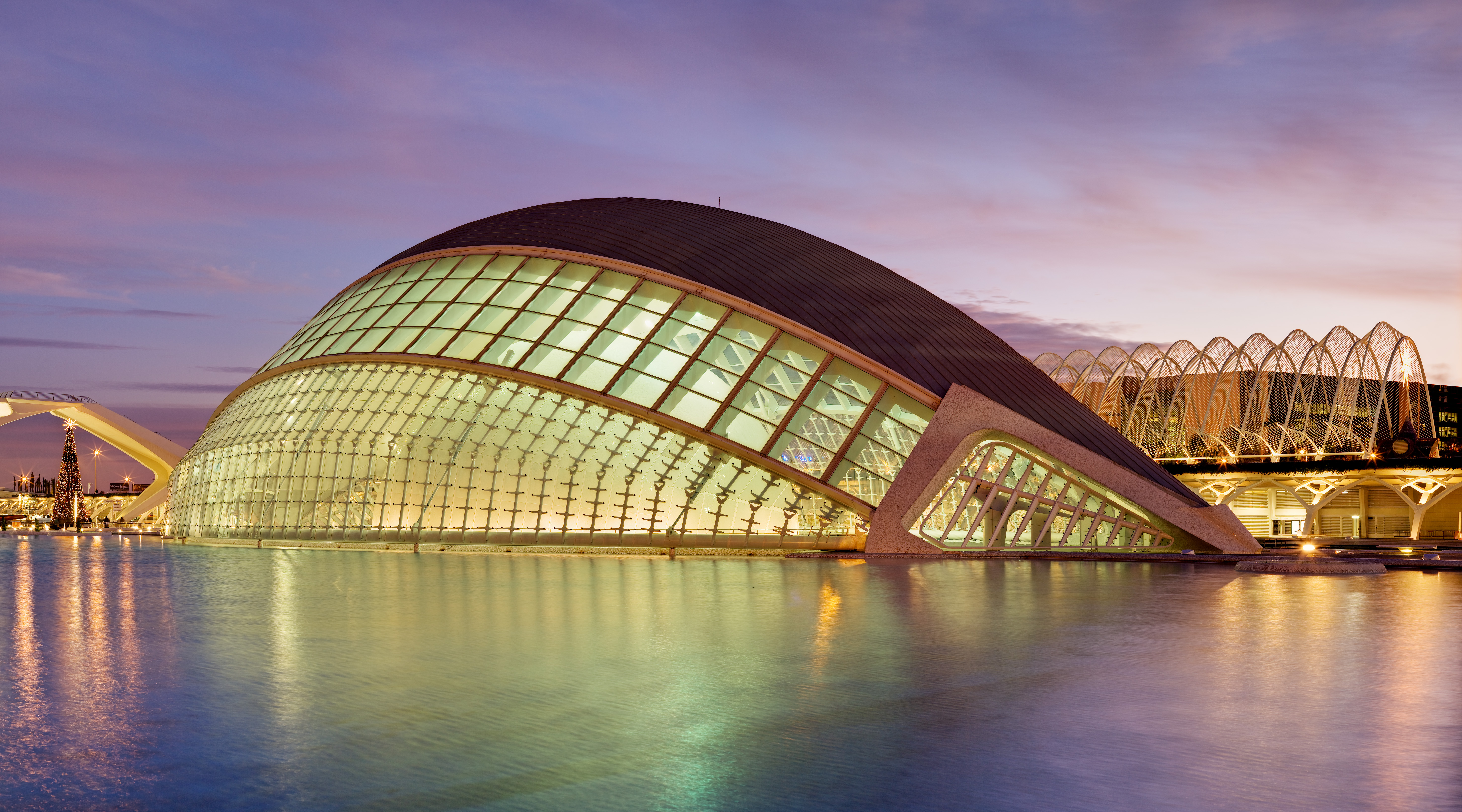
شهر هنرها و علوم

شهر هنرها و علوم (به اسپانیایی: Ciudad de las Artes y las Ciencias)، (به کاتالان: Ciutat de les Arts i les Ciències) یک مجموعه تفریحی، فرهنگی، هنری و علمی است که در شهر والنسیا، اسپانیا قرار دارد که یکی از مهم‌ترین مراکز گردشگری این شهر محسوب می‌شود.
طراحان مجموعه شهر هنرها و علوم، سانتیاگو کالاتراوا و فلیکس کاندلا هستند که مرحله اول ساخت‌وساز در ژوئیه ۱۹۹۶ میلادی به پایان رسید، در ۱۶ آوریل ۱۹۹۸ شهر دانش و هنر به بهره‌برداری رسید.

## ساختمان‌ها

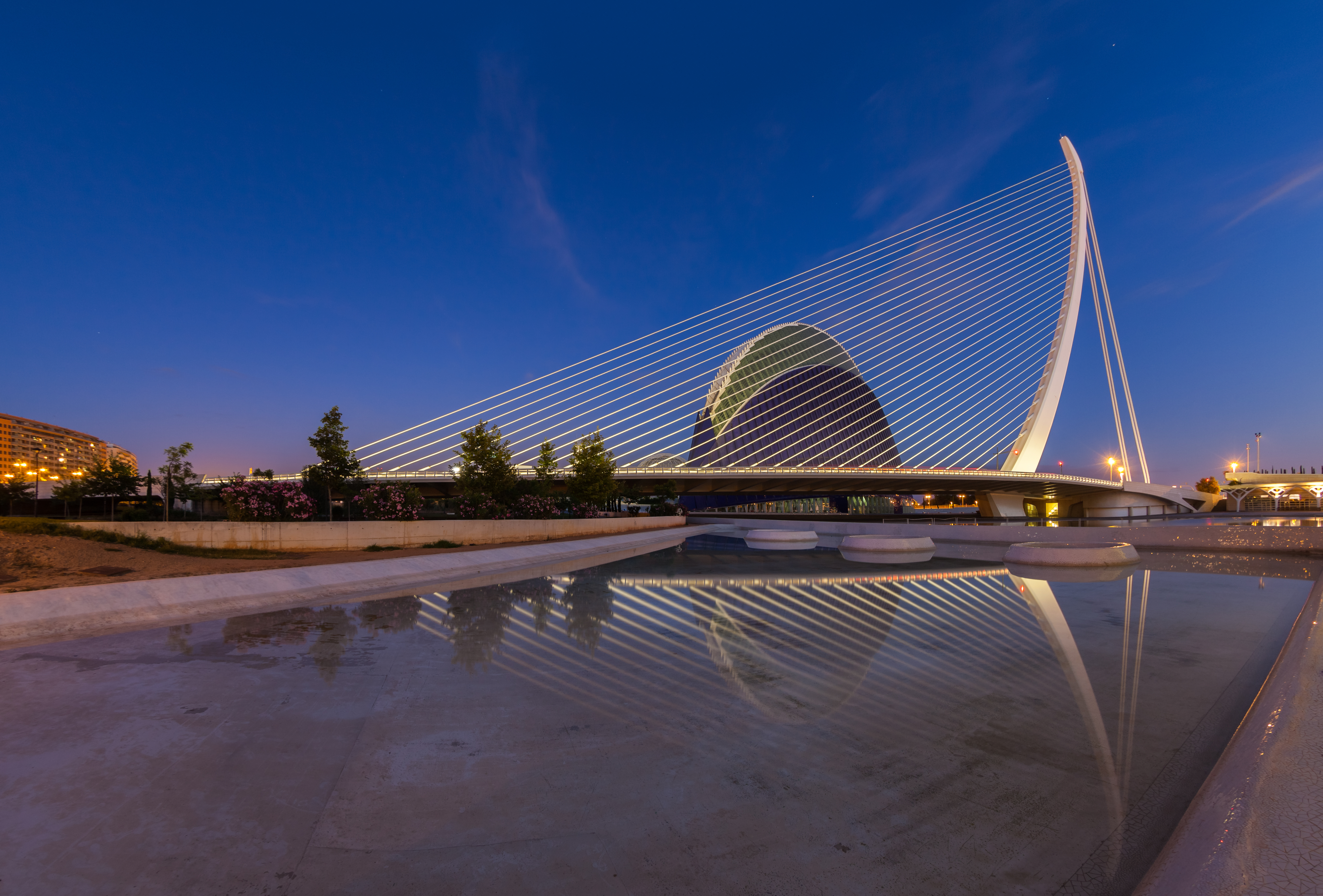
پل آسوت دلور یک پل کابلی تک پایه سفید رنگ در شهر هنرها و علوم در والنسیا، اسپانیا است که توسط معمار و مهندس عمران والنسیایی سانتیاگو کالاتراوا طراحی و در دسامبر ۲۰۰۸ تکمیل شد. نام آسوت دلور به زبان والنسیایی برای سد طلا و به سدی اطلاق می‌شود که در نزدیکی آن قرار داشت، اگرچه در محلی به آن (پل هارپ) می‌گویند. کالاتراوا آن را پل سرریا نامیده است.

ساختمان شهر هنرها و علوم، از بخش‌ها گوناگونی تشکیل شده که به شرح زیر است:
- L'Hemisfèric: آسمان‌نما، سینمای آی‌مکس و سالن موسیقی - مساحت ۱۳٬۰۰۰ متر مربع
- موزه علوم پرنسیپ فیلیپ: مساحت ۴۰٬۰۰ متر مربع در سه طبقه
- L'Umbracle: محل نگه‌داری گونه‌های گیاهی بومی و کمیاب
- L'Oceanogràfic: پارک اقیانوس‌شناسی - مساحت ۱۱۰٬۰۰۰ متر مربع و ۴۲ میلیون لیتر آب
- El Palau de les Arts Reina Sofia: خانه اپرا و مرکز هنرهای نمایشی
- L'Àgora: مرکز برگزاری کنسرت‌ها، رویدادهای ورزشی، نمایشگاه‌ها و همایش‌ها
- El Pont de l'Assut de l'Or
- Torres de València

L'Hemisfèric:
نخستین ساختمانی است که در این مجموعه ساخته شد. طراحی آن توسط سانتیاگو کالاتراوا برگرفته از چشم انسان انجام شد. در واقع این ساختمان یک چشم غول پیکر است که در مساحتی حدود ۱۳ هزار متر مربع با کاربری سینمای آی‌مکس، آسمان نما و Laserium ساخته شده است.
کل سازه فرم نیم کره مانندی دارد که از بتون‌های ۱۱۰ در ۵۵٫۵ سانتی‌متر ساخته شده و قسمتی منحنی شکل مانند پلک که با نرده‌های آلومینیومی و بارسیل آن را دربرگرفته که این قسمت پلک مانند قابل باز و بسته شدن است.

## نگارخانه

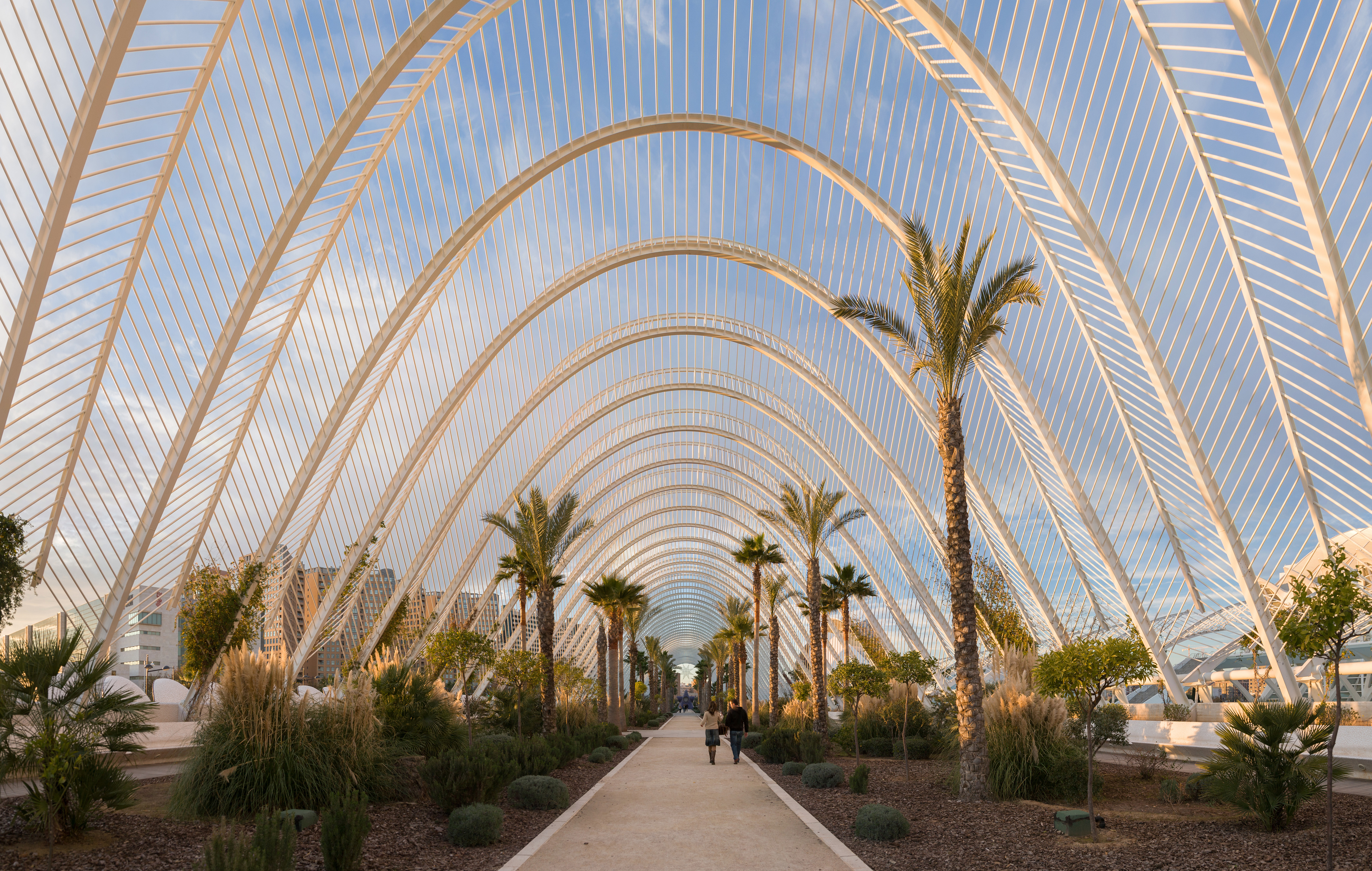
لمبرکل بخشی از مجموعه شهر هنرها و علوم در والنسیا اسپانیا، یک باغ تندیس و پیاده‌رو محوطه سازی شده با گونه‌های گیاهی بومی والنسیا (مانند گل رز، ماستیک، رزماری، پیچ امین‌الدوله، گل کاغذی و درختان نخل). در فضای داخلی خود یک گالری هنری در فضای باز با مجسمه‌هایی از هنرمندان معاصر (میکل از ناوار، فرانسیس آبوت، یوکو اونو و…) در خود جای داده است. اومبرکل فضایی است که خانه مجسمه‌های متعددی است که توسط طبیعت احاطه شده‌اند. همچنین توسط سانتیاگو کالاتراوا به عنوان ورودی و در امتداد حاشیه جنوب غربی شهر هنر و علوم و به عنوان پوششی بر روی پارکینگ آن طراحی شده است. لمبرکل در سال ۲۰۰۱ تکمیل شد.

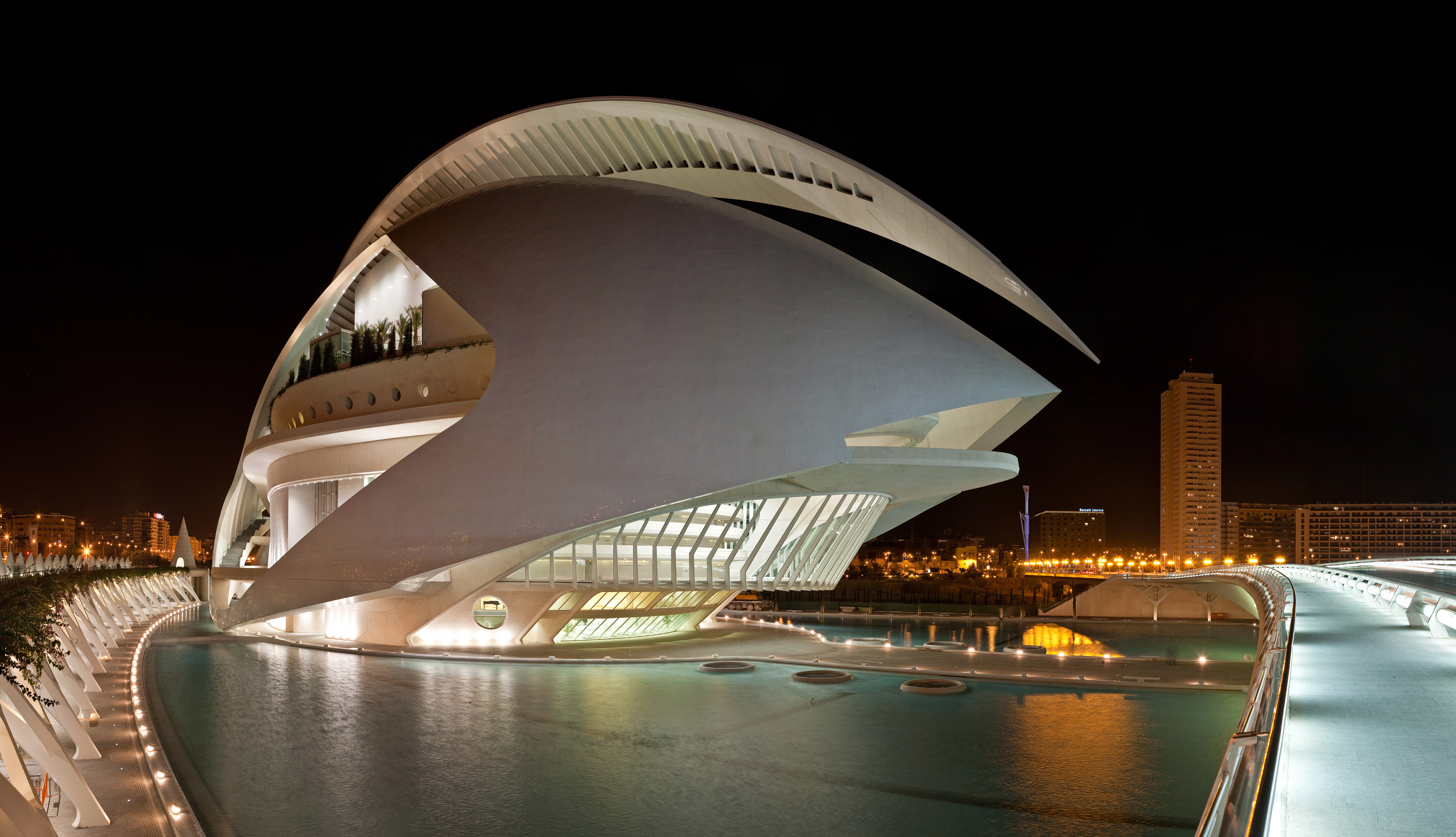
پالائو دی لس آرتس رینا سوفیا به عنوان «کاخ هنرهای ملکه سوفیا» شناخته می‌شود یک خانه اپرا و مرکز هنرهای نمایشی و شهری است که توسط سانتیاگو کالاتراوا در انتهای شمال غربی شهر هنرها و علوم در والنسیا اسپانیا طراحی شده است. این بنا در ۸ اکتبر ۲۰۰۵ افتتاح شد. اولین اجرای اپرای آن در ۲۵ اکتبر ۲۰۰۶ فیدلیو بتهوون بود. تنور و رهبر ارکستر پلاسیدو دومینگو از زمان تأسیس پالائو رابطه ویژه ای با پالائو داشته است و یک برنامه آموزشی برای خوانندگان جوان در آنجا ایجاد کرده است.

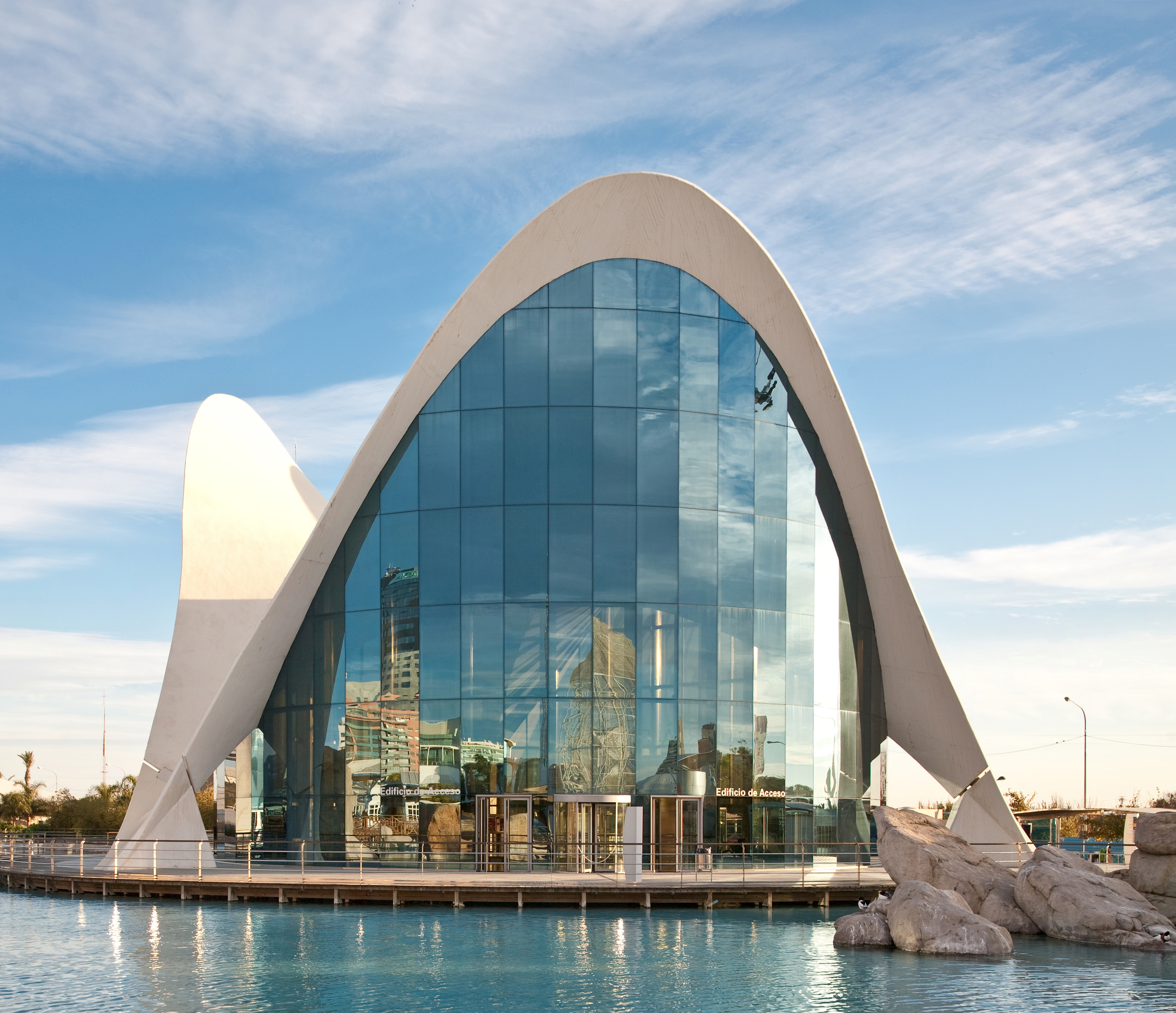
اقیانوس‌شناسی والنسیا
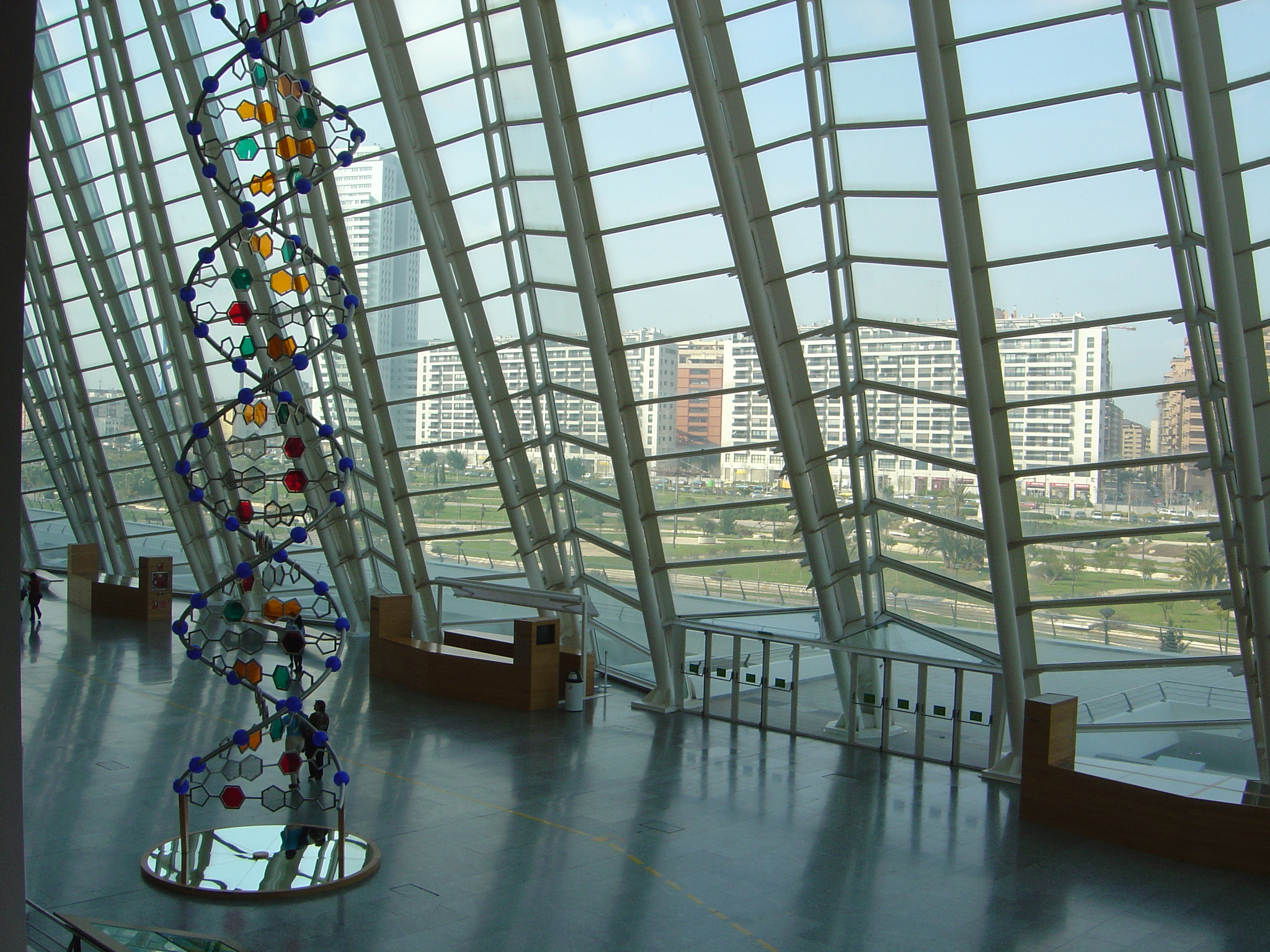
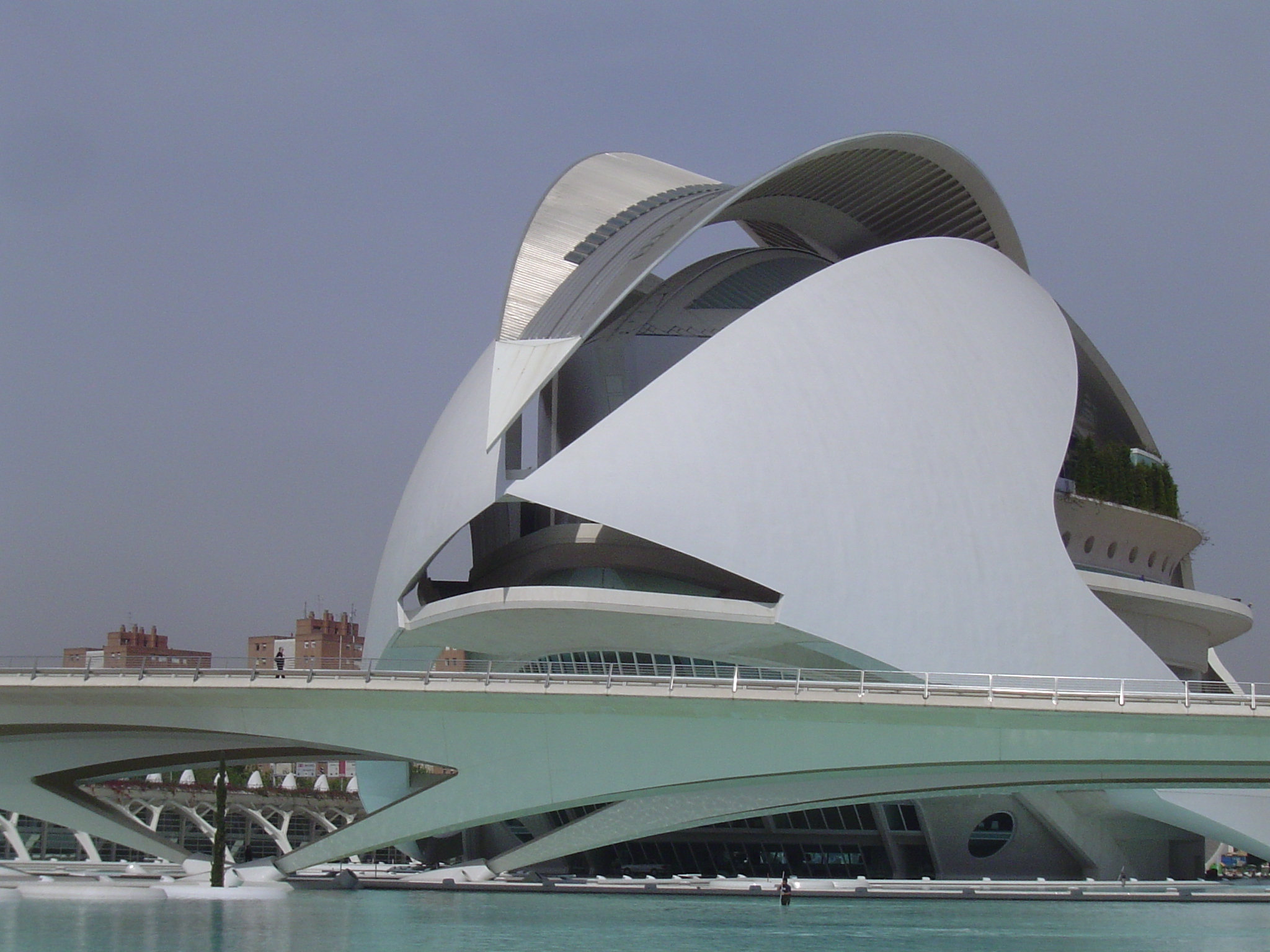
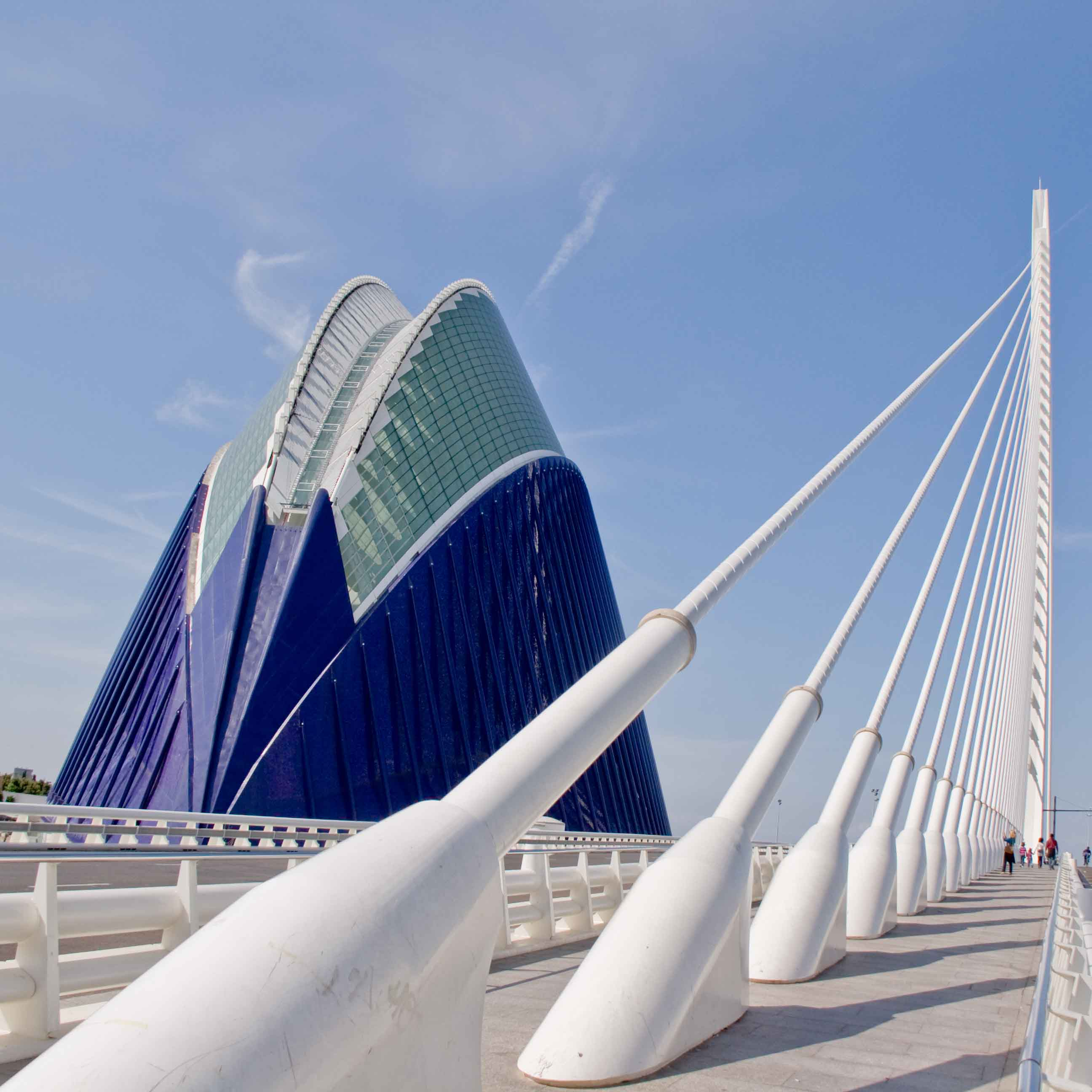
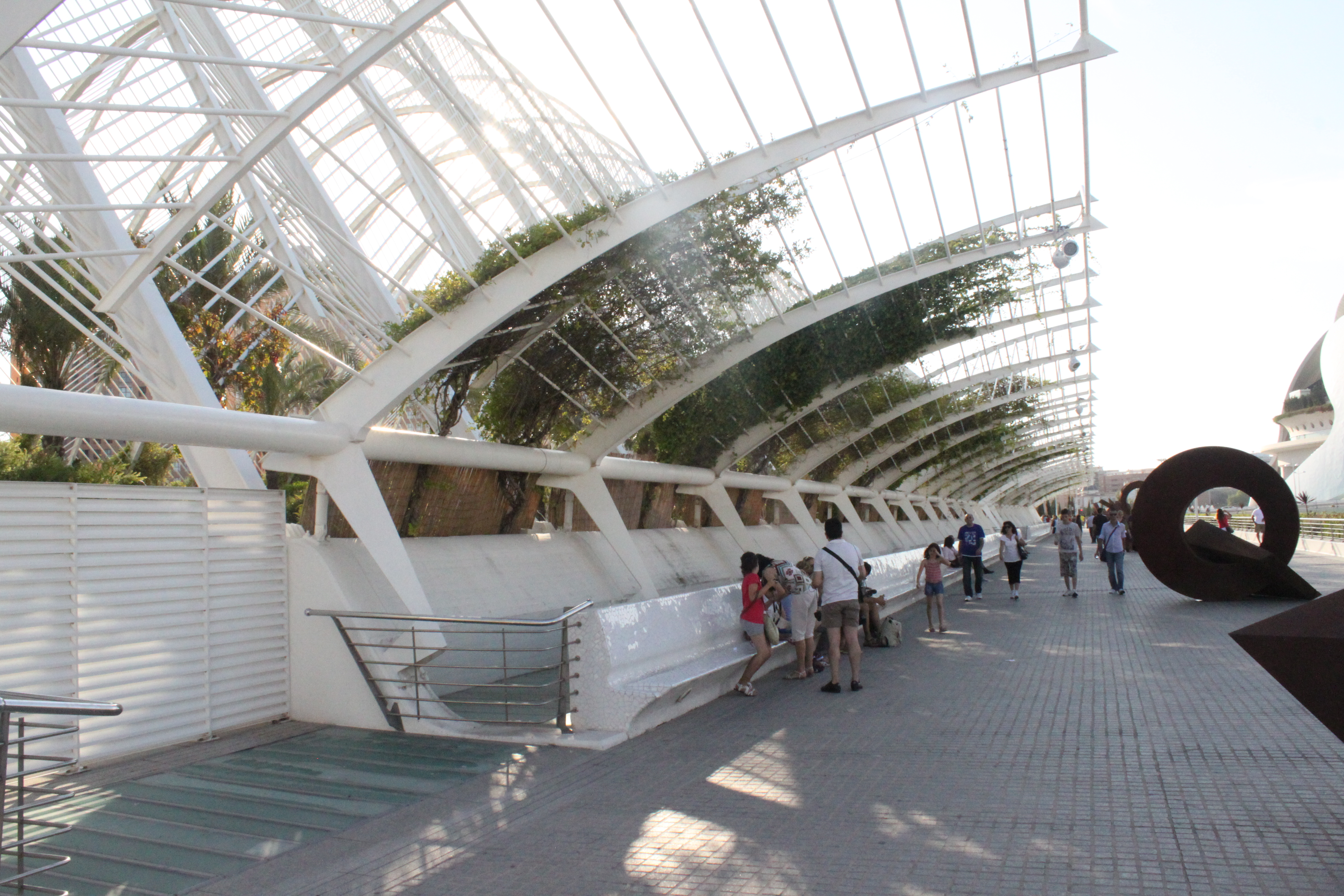